# 佐世保市立江上小学校
佐世保市立江上小学校（させぼしりつ えがみしょうがっこう）は、長崎県佐世保市指方町にある公立の小学校。

## 概要
歴史
1874年（明治7年）創立の「差方小学校」を前身とする。現校名になったのは1955年（昭和30年）。2014年（平成26年）に創立140周年を迎えた。
校区
住所表記で佐世保市の後に「江上町、指方町、ハウステンボス町（一部）、有福町（一部）」が続く地域。中学校区は佐世保市立東明中学校。
校章
桜の花弁を背景にして、中央に「江小」の文字（縦書き）を置いている。
校歌
作詞は市瀬正生、作曲は田元千之による。歌詞は2番まであり、両番に校名の「江上小学」が登場する。

## 沿革
- 1874年（明治7年）12月16日 - 「差方小学校」が開校。
- 1884年（明治17年）- 「公立中等江上小学校」に改称。
- 1887年（明治20年）4月 - 小学校令の施行により、尋常科（修業年限4年）を設置の上、「尋常江上小学校」に改称。
- 1889年（明治22年）4月1日 - 町村制の施行により東彼杵郡江上村立の小学校となる。
- 1892年（明治25年）- 「江上尋常小学校」に改称（「尋常」の位置が変更となる）。
- 1908年（明治41年）4月 - 小学校令の改正により、義務教育年限（尋常科の修業年限）が4年から6年に延長される。尋常科5・6年を新設。
- 実施年不明 - 高等科を併置の上「江上尋常高等小学校」に改称。
- 1941年（昭和16年）4月1日 - 国民学校令により、「江上村国民学校」に改称。尋常科を初等科に改める。
- 1947年（昭和22年）4月1日 - 学制改革（六・三制の実施）が行われる。
  - 国民学校の初等科が「江上村立江上小学校」となる。
  - 国民学校の高等科は青年学校の普通科とともに改組され「江上村立江上中学校」[2]（新制中学校）となる。当初小学校に併設される。
- 1955年（昭和30年）4月1日 - 江上村が佐世保市に編入されたことにより「佐世保市立江上小学校」（現校名）に改称。

## 交通アクセス
最寄りのバス停
- 西肥バス「江上小学校」バス停

最寄りの幹線道路
- 国道202号

## 周辺
- 八幡神社
- 江上郵便局
- 佐世保市役所江上支所
- 佐世保市立東明中学校

## 参考資料
- 「江上村郷土誌」（1953年（昭和28年））